# 松沢兼人

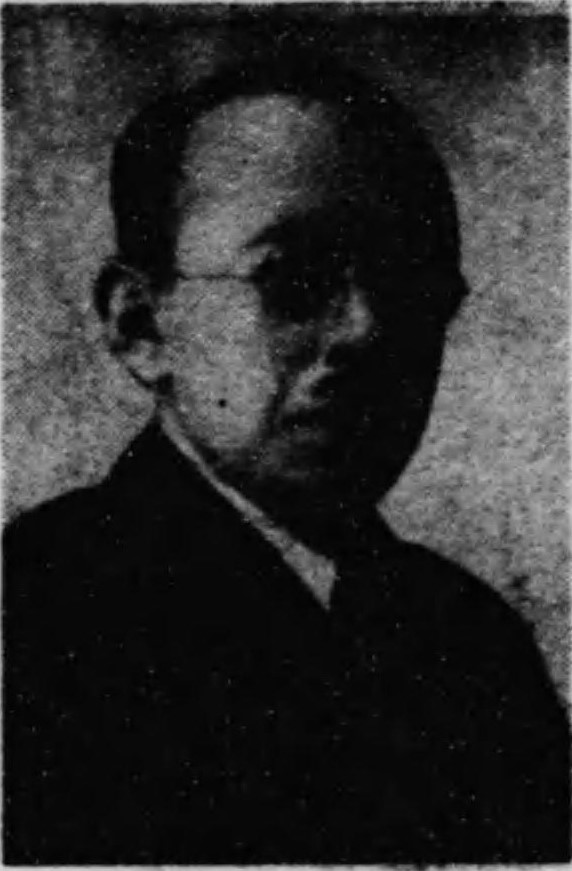
松沢兼人

松沢 兼人（松澤、まつざわ けんじん / かねんど / かねと、1898年（明治31年）1月10日 - 1984年（昭和59年）5月23日）は、日本の社会運動家、教育者、政治家。衆議院議員（3期）、参議院議員（3期）。

## 経歴
新潟県北蒲原郡水原町（現阿賀野市）で、裁判官の息子として生まれる。父の転勤に伴い各地の小学校へ転校した。1915年、長野県立上田中学校を卒業し、第七高等学校造士館に入学。同年12月、メソヂスト鹿児島教会（現:日本基督教団鹿児島加治屋町教会）で洗礼を受けた。1918年、東京帝国大学法科大学政治学科に入学し、新人会の結成に加わった。1921年、同大法学部を卒業した。
卒業後、大阪市社会部に勤務し、その後、大阪労働学校主事兼講師に就任。1923年、関西学院文学部教授となる。また、日本労農党役員、社会大衆党役員、神戸市会議員4期、兵庫県会議員1期を務めた。
戦後、日本社会党の結成に参画。1946年4月、第22回衆議院議員総選挙に兵庫県第一区から出馬して当選。その後、第23回（兵庫県第一区）、第24回総選挙でも当選し、衆議院議員を連続3期務めた。また、1953年4月、第3回参議院議員通常選挙に兵庫県地方区から社会党右派所属で出馬して当選。その後、第5回、第7回通常選挙でも当選し、参議院議員を連続3期務めた。この間、社会党中央執行委員、同政策審議会副会長、同兵庫県連会長、衆議院両院法規委員長、参議院商工委員長、同産業公害及び交通対策特別委員長などを務めた。
その他、新潟短期大学長、八代学院大学（現神戸国際大学）長も務めた。また、関西学院在職時は関西学院教会に属し、その後、神戸東部教会に所属した。
1974年（昭和49年）春の叙勲で勲一等瑞宝章受章。
1984年（昭和59年）5月23日死去、86歳。死没日をもって従三位に叙される。

## 著作
- 『経済学十講 第1分冊 資本家的生産の解剖』〈民衆叢書 第6編〉大阪労働学校出版部、1926年。
- 『経済学十講 第2分冊 現代流通經濟の研究』〈民衆叢書 第7編〉大阪労働学校出版部、1926年。
- 『経済学十講 第3分冊 』〈民衆叢書 第8編〉大阪労働学校出版部、1927年。
- 『日々の聖壇』日曜世界社、1936年。
- 『私の現代縦走 : わが生活と活動の記録2』松沢兼人、1964年。
- 『青苔 : 歌集』〈わが生活と活動の記録4〉石菖社、1976年。

編著
- 『光と影と : 故松沢光子追悼誌』松沢兼人、1974年。

著訳
- 『日ごとの力』日曜世界社、1936年。

訳書
- マリオン・デー・サヴエーヂ『産業別労働組合主義』同人社書店、1926年。

共訳
- ジョン・エー・ホブソン『近代資本主義発展史論』住谷悦治・阪本勝弘共訳、弘文堂書房、1928年。